# Lista de membros da Royal Society eleitos em 1719
Esta é uma lista de Membros da Royal Society eleitos em 1719.

## Fellows
- Charles Bale (1692 - 1730)
- John Bellers (ca. 1654 - 1725)
- John Busby (fl. 1719)
- James Cavendish (ca. 1673 - 1751)
- John Georges (fl. 1719 - 1738)
- William Man Godschall (ca. 1719 - 1802)
- William Gould (ca. 1719 - 1799)
- James Hill (1696 - ?1728)
- Johann Georg Keyßler (1693 - 1743)
- Colin Maclaurin (1698 - 1746)
- John Meres (m. 1736)
- Isaac Rand (1674 - 1743)
- Albert Henri de Salengre (?1694 - 1723)
- Robert Smith (1689 - 1768)
- George Stanley (m. 1734)
- John Strachey (1671 - 1743)
- Moses Williams (1686 - 1742)